# Vierling
För andra betydelser, se Vierling (olika betydelser).
En vierling är ett fyrpigt handeldvapen, avsett för jakt, som fungerar enligt principen brytvapen. Flertalet vierlingar är av tysk eller österrikisk tillverkning och de är undantagslöst mycket exklusiva vapen.
En vierling har nästan alltid två hagelpipor och två kulpipor. Kulpiporna kan vara av samma kaliber men vanligast är att den ena kulpipan är av grövre och den andra av klenare kaliber.
I regel är en vierling utformad så att hagelpiporna ligger vid sidan om varandra medan kulpiporna antingen är placerade med en ovanför hagelpiporna och en under, eller båda under hagelpiporna.
Eftersom en vierling är ett mycket tungt och dyrt vapen saknar det större jaktlig betydelse och betraktas av många som en ren statussymbol.